# Antonino Pizzolato
Antonino Pizzolato, né le 20 août 1996 à Castelvetrano, est un haltérophile italien.

## Palmarès

### Jeux olympiques
- Jeux olympiques d'été de 2020 à Tokyo
  -  Médaille de bronze en moins de 81 kg[1].

- Jeux olympiques d'été de 2024 à Paris
  -  Médaille de bronze en moins de 89 kg[1].

### Championnats du monde
- Championnats du monde d'haltérophilie 2017 à Anaheim, États-Unis
  -  Médaille de bronze à l'épaulé en moins de 85 kg.
  -  Médaille de bronze au total en moins de 85 kg.

### Championnats d'Europe
- Championnats d'Europe d'haltérophilie 2022 à Tirana, Albanie
  -  Médaille d'or à l'arraché en moins de 89 kg.
  -  Médaille d'or à l'épaulé-jeté en moins de 89 kg.
  -  Médaille d'or au total en moins de 89 kg.
- Championnats d'Europe d'haltérophilie 2021 à Moscou, Russie
  -  Médaille d'or à l'arraché en moins de 81 kg.
  -  Médaille d'or au total en moins de 81 kg.
  -  Médaille d'argent à l'épaulé-jeté en moins de 81 kg.
- Championnats d'Europe d'haltérophilie 2019 à Batoumi, Géorgie
  -  Médaille d'or à l'épaulé-jeté en moins de 81 kg.
  -  Médaille d'or au total en moins de 81 kg.
- Championnats d'Europe d'haltérophilie 2016 à Førde, Norvège
  -  Médaille de bronze à l'épaulé-jeté en moins de 85 kg.

### Jeux méditerranéens
- 2022 à  Oran
  -  Médaille d'or à l'arraché en moins de 89 kg.
  -  Médaille d'or à l'épaulé-jeté en moins de 89 kg.